# Cucullia rosamaria
Cucullia rosamaria är en fjärilsart som beskrevs av Andrzej Samuel Kostrowicki 1956.
Cucullia rosamaria ingår i släktet Cucullia och familjen nattflyn. Inga underarter finns listade i Catalogue of Life.